# Dave Christiani
Dave Christiani (* 18. Juli 1979 in Heerlen) ist ein niederländischer Karambolagespieler und Europameister. Obwohl er auch Dreiband spielt und am Dreiband-Weltcup teilnimmt, kommt er von den klassischen Disziplinen Freien Partie, Cadre und Einband, wo er auch seine größten Erfolge erzielte.

## Karriere
Im Alter von 8 Jahren begann er in Kerkrade Billard zu spielen, wo er die ersten 30 Jahre seines Lebens lebte, die ersten 20 mit seinem Vater Leo und seiner Mutter Sibilla Christiani. Golfbillard war der erste Kontakt zum Karambolage. Zwei seiner Onkel übten dies in einem Café in der Nähe seiner Großmutter. Als er ungefähr 6 Jahre alt war, ging er manchmal mit seiner Großmutter zum Bingo und durfte in der Pause Golfbillard spielen. Im Alter von ungefähr 11 Jahren wurde er gefragt, ob er an dem Wettbewerb teilnehmen wolle, aber sein Vater fand, das sei keine so gute Idee, so jung und dann in der Kneipe?! Mit 13 Jahren ging er mit einem Freund in den Billardclub „De Eendracht“ in Kerkrade. Als er eine Serie von 7 machte, fragte ihn jemand vom Club nach seinem Namen. Nachdem er sich vorgestellt hatte, erzählte ihm der Mann, dass sein Großvater in der Vergangenheit auch schon in diesem Club gespielt habe. Er bat ihn sofort dem Club beizutreten. Nach Rücksprache mit seinem Vater, der diese Idee immer noch nicht mochte, durfte er zweimal pro Woche in den Club gehen, um zu trainieren und zu spielen. Die Grundlagen der Freien Partie wurden ihm zunächst von Joshi Grosic beigebracht, der, nachdem Christiani schließlich eine fundierte Ausbildung erhalten hatte, ein treuer Unterstützer wurde und mit ihm durch Stadt und Land reiste, um ihn bei seinen Turnieren zu unterstützen. 1995, im Alter von 15 Jahren, gewann Christiani seinen ersten nationalen Titel in der Freien Partie (Junioren) am kleinen Tisch mit einem Generaldurchschnitt (GD) von genau 100.
Beide Großväter waren gute Cadrespieler, er lernte sie zwar nicht kennen, da er erst ein Jahr alt war als beide starben, hatte aber anscheinend die großväterlichen Billardgene geerbt, So wechselte er zum Cadrespiel und gewann mit der Mannschaft einen niederländischen und einen Juniorentitel. Nach etwa einem Jahr hatte Christiani bereits so große Fortschritte gemacht, dass er für das Bundestraining in Frage kam, das vom Bundestrainer Paul Hendriks angeboten wurde. Im Alter von 16 Jahren wurde er aus mehreren Jugendlichen ausgewählt, um 10 Minuten Unterricht während einer Show der belgischen Billardlegende Raymond Ceulemans zu erhalten. Aufgrund seiner guten Leistungen wurde er Schüler des Nationaltrainers Tony Schrauwen. Er trainierte und begleitete ihn bis zu seinem 23. Lebensjahr. Schrauwen war nicht nur sein Trainer, sondern wurde auch ein persönlicher Freund von Christiani.
Er spielte zunächst die klassischen Spielarten und wechselte dann 2003 zum Dreiband, nahm aber immer noch an nationalen Meisterschaften aller Disziplinen teil.
2011 spielte er beim Dreiband-Weltcup in Wien einen Satz in einer Aufnahme, was bis 2012 auch die Rekordmarke blieb, bevor zum Distanzspiel gewechselt wurde.

## Erfolge

### International
- Fünfkampf-Weltmeisterschaft:  2001

- Einband-Europameisterschaft:  2019

- Cadre-47/2-Europameisterschaft:  2003
- ANAG Billard Cup:  2012

### National
- Niederländische Dreiband-Meisterschaft:  2013  2008, 2015
- Niederländische Einband-Meisterschaft:  1999, 2012
- Niederländische Freie-Partie-Meisterschaft:  2000, 2012
- Niederländische Cadre-71/2-Meisterschaft:  1999, 2009, 2010
- Niederländische Fünfkampf-Meisterschaft:  2012, 2014

### Junioren
- Freie-Partie-Europameisterschaft der Junioren:  1998
- Cadre-47/2-Europameisterschaft der Junioren:  1998, 1999, 2000
- Niederländische Cadre-47/2-Meisterschaft der Junioren:  1997, 1999, 2000
- Niederländische Cadre-57/2-Meisterschaft der Junioren (Halbmatchbillard):  1998
- Niederländische Freie-Partie-Meisterschaft der Junioren (Turnierbillard):  1995, 1999

Quellen: